# Staw nieregularny
Staw nieregularny – rodzaj stawu, w którym powierzchnie stawowe mają kształt trudny do porównania ze zwykłymi ciałami rotacyjnymi. W stawach tego typu często występują krążki stawowe. Przykładem stawu nieregularnego jest staw mostkowo-obojczykowy.